# Dioscoreophyllum
Dioscoreophyllum Engl. – rodzaj roślin z rodziny miesięcznikowatych (Menispermaceae). Obejmuje 3 gatunki występujące naturalnie w strefie tropikalnej Afryki.

## Systematyka
Pozycja systematyczna według APweb (aktualizowany system APG III z 2009)
Rodzaj z rodziny miesięcznikowatych (Menispermaceae).
Wykaz gatunków
- Dioscoreophyllum cumminsii (Stapf) Diels
- Dioscoreophyllum gossweileri Exell
- Dioscoreophyllum volkensii Engl.